# Sułkowo (Radowo Małe)
Sułkowo (deutsch Friedrichsruh) ist ein Wohnplatz in der Woiwodschaft Westpommern in Polen. Er gehört zur Gmina Radowo Małe (Gemeinde Klein Raddow) im Powiat Łobeski (Labeser Kreis).

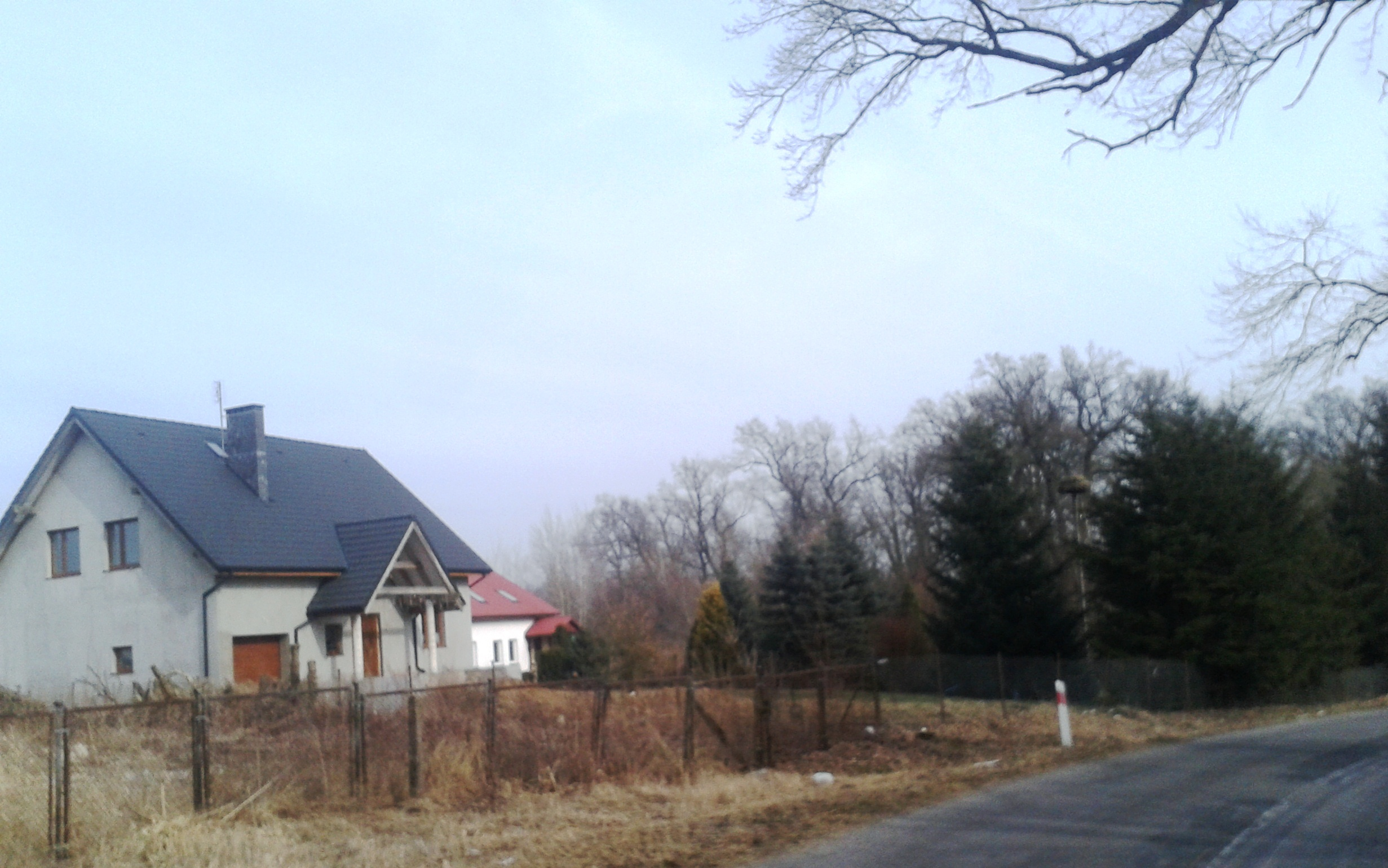
Ortsbild (2018)

Der Wohnplatz liegt in Hinterpommern an der Woiwodschaftsstraße 146, etwa 65 Kilometer östlich von Stettin und etwa 10 Kilometer westlich der Kreisstadt Labes. 
Das Vorwerk Friedrichsruh gehörte seit dem 19. Jahrhundert zum Gutsbezirk Zeitlitz. Im Jahre 1910 wurden in Friedrichsruh 10 Einwohner gezählt.
Später wurde der Gutsbezirk Zeitlitz mit Friedrichsruh in die Landgemeinde Zeitlitz eingemeindet. Bis 1945 bildete Friedrichsruh einen Wohnplatz in der Gemeinde Zeitlitz und gehörte mit dieser zum Kreis Regenwalde der preußischen Provinz Pommern.
Nach dem Zweiten Weltkrieg kam Friedrichsruh, wie ganz Hinterpommern, an Polen. Es erhielt den polnischen Ortsnamen „Sułkowo“. Heute liegt der Wohnplatz in der polnischen Gmina Radowo Małe (Gemeinde Klein Raddow), in der es zum Schulzenamt Siedlice (Zeitlitz) gehört.